# Strasbourg WCT 1982
Il Strasbourg WCT 1982 è stato un torneo di tennis giocato sul sintetico indoor. È stata la 1ª edizione del torneo che fa parte del World Championship Tennis 1982. Si è giocato a Strasburgo in Francia dal 15 al 21 marzo 1982.

## Campioni

### Singolare maschile
Ivan Lendl ha battuto in finale  Tim Mayotte con il punteggio di 6–0 7–5 6–1

### Doppio maschile
Wojciech Fibak /  John Fitzgerald hanno battuto in finale  Sandy Mayer /  Frew Donald McMillan con il punteggio di 6–4, 6–3